# Bickenholtz
Bickenholtz là một xã trong vùng Grand Est, thuộc tỉnh Moselle, quận Sarrebourg, tổng Fénétrange. Tọa độ địa lý của xã là 48° 48' vĩ độ bắc, 07° 09' kinh độ đông. Bickenholtz có điểm thấp nhất là 298 mét và điểm cao nhất là 334 mét. Xã có diện tích 2,46 km², dân số vào thời điểm 1999 là 63 người; mật độ dân số là 25 người/km². Xã thuộc Pháp từ năm 1766.

## Thông tin nhân khẩu
| 1962 | 1968 | 1975 | 1982 | 1990 | 1999 |
| ---- | ---- | ---- | ---- | ---- | ---- |
| 89   | 92   | 80   | 75   | 77   | 63   |